# Harmony Records

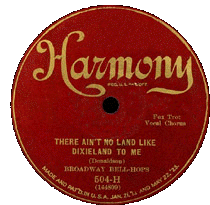
Harmony-78er von There Ain’t No Land Like Dixieland to Me der Broadway Bell-Hops unter Leitung von Sam Lanin, 1927

Harmony Records  war ein Sublabel des US-amerikanischen Major-Labels Columbia Records.
Bei Columbia schuf man Mitte der 1920er Jahre mit Harmony Records ein so genanntes Budget-Label. Das von Harmony verwendete Songmaterial war weitgehend identisch mit dem der beiden weiteren Columbia-Billigpreislabel Velvet Tone Records und Diva Records. Auf dem Label erschienen von 1925 bis 1932 u. a. Aufnahmen aus den Bereichen Old-Time und Country, Tanzmusik, Blues und früher Jazz von Arthur Fields, Andy Razaf, Frank Ferera, Irving Kaufman, Mal Hallett, Phil Napoleon, Al Bernard, Jane Gray, Lou Gold, Vernon Dalhart,  Rudy Vallée, Sammy Fain, Sam Lanin, Kate Smith, The Georgia Cotton Pickers, Frank Auburn, Irving Brodsky, Bert Lown, Original Indiana Five, Honey Swamp Stompers und der Boswell Sisters. Aufnahmen manche Künstler wurden unter Pseudonymen veröffentlicht wie Annette Hanshaw (alias „Patsy Young“ oder „Gay Ellis“), Ben Selvin (alias „Buddy Campbell“), Ernie Hare (alias „Hobo“ Jack Turner) oder  Rex Cole (alias „Buck Wilson“).
1949 wurde das Label kurzzeitig reaktiviert; es erschienen Wiederveröffentlichungen und Neuaufnahmen u. a. von The Mills Brothers, Bing Crosby, Al Jolson/Guy Lombardo, Johnny Mercer, Benny Goodman,  Artie Shaw, Victoria Spivey, Russ Morgan, Phil Harris, Larry Adler, Claude Thornhill, Leo Reisman, Sammy Kaye, Pearl Bailey, Rosemary Clooney, Eddy Duchin, Bob Crosby, Billie Holiday, Charlie Spivak, Bessie Smith, Hot Lips Page, Lonnie Johnson und Horace Heidt.